# NGC 390
NGC 390 é uma estrela na direção da constelação de Pisces. O objeto foi descoberto pelo astrônomo Guillaume Bigourdan em 1884, usando um telescópio refrator com abertura de 12 polegadas. 